# Train to Busan
Train to Busan (títol original en coreà, 부산행) és una pel·lícula de terror d'acció sud-coreana del 2016 dirigida per Yeon Sang-ho i protagonitzada per Gong Yoo, Jung Yu-mi, Ma Dong-seok, Kim Su-an, Choi Woo-shik, Ahn So-hee i Kim Eui-sung. La pel·lícula té lloc principalment en un tren d'alta velocitat de Seül a Busan, mentre una apocalipsi zombi esclata de sobte al país i amenaça la seguretat dels passatgers. S'ha doblat i subtitulat al català.
La pel·lícula es va estrenar a la secció Projeccions nocturnes del Festival de Canes 2016 el 13 de maig. El 7 d'agost, la pel·lícula va establir un rècord com a primera pel·lícula coreana del 2016 a batre el rècord de taquilla de més de 10 milions d'espectadors.
La pel·lícula va encetar amb èxit una sèrie cinematogràfica, amb una pel·lícula preqüela d'animació el 2016 i una seqüela independent el 2020.